# Jacques Dimont
Jacques Dimont (n. 2 februarie 1945, Carvin, communauté d'agglomération d'Hénin-Carvin⁠(d), Franța – d. 31 decembrie 1994, Avignon, Grand Avignon⁠(d), Franța) a fost un scrimer francez, medaliat olimpic. A participat la o ediție a Jocurilor Olimpice (1968) în care a câștigat o medalie de aur.

## Participări
Lista de mai jos prezintă principalele competiții la care a participat Jacques Dimont de-a lungul carierei.
- fencing at the 1968 Summer Olympics – men's team foil[*]